# Плаха (роман)
«Пла́ха» — роман советского писателя Чингиза Айтматова, опубликованный впервые в 1986 году в журнале «Новый мир». Роман рассказывает о судьбах двух людей — Авдия Каллистратова и Бостона Уркунчиева, судьбы которых связаны с образом волчицы Акбары, связующей нитью книги.

## Сюжет
Роман разделён на три части, первые две из которых описывают жизнь бывшего семинариста Авдия Каллистратова. Третья часть описывает тяжёлую жизнь Бостона, живущего в трудный период перехода социалистической собственности в частную. В романе говорится об ответственности человека за природу и за самого себя, о нелегкой борьбе человека за выбор между добром и злом.

## Экранизация
«Плач волчицы» (1989 год), режиссёр — Дооронбек Садырбаев.